# Eixo Rodoviário

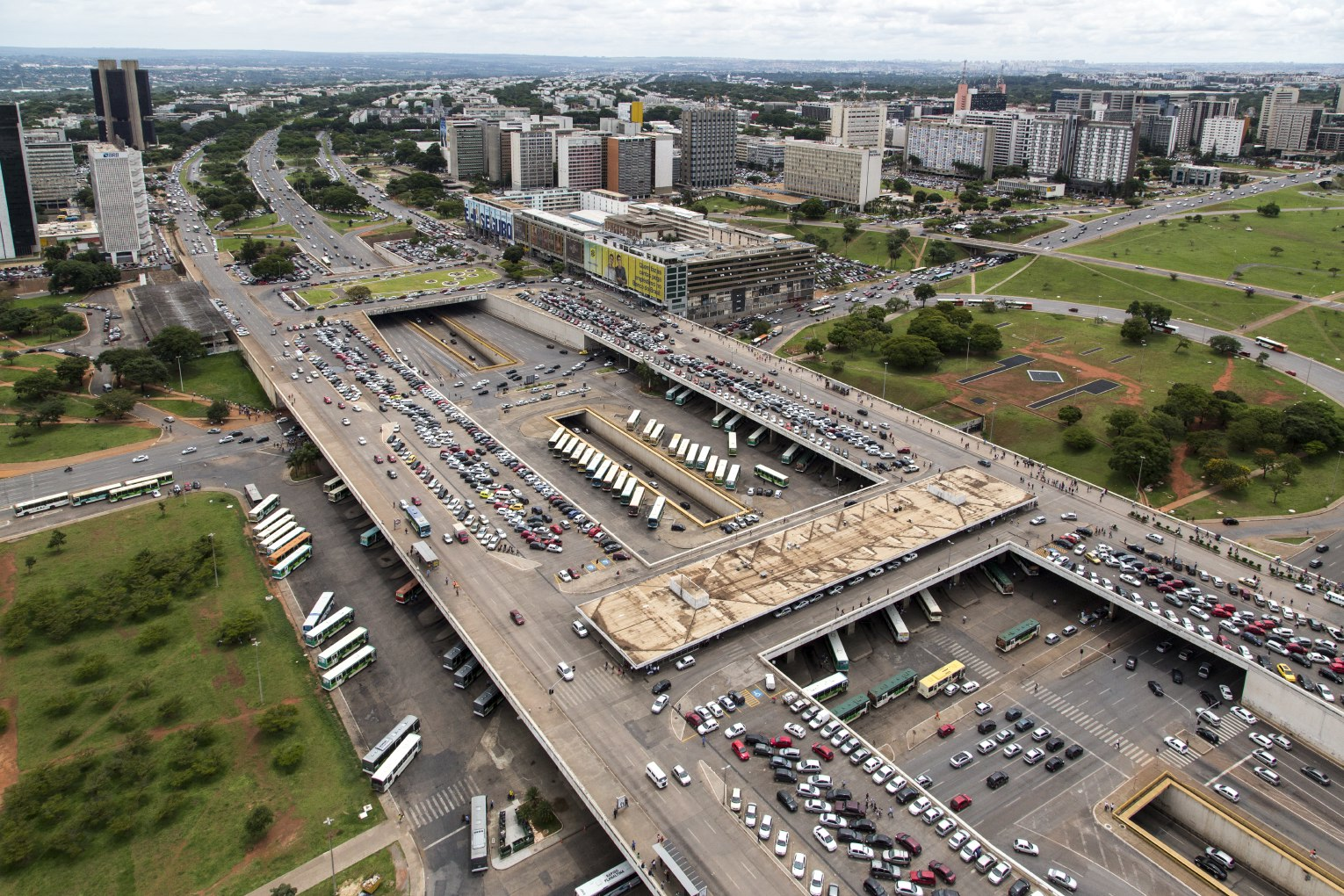
L'Eixo Rodoviário.

L'Eixo Rodoviário (en français « axe routier »), également appelé Eixão, est une voie routière de Brasilia, capitale fédérale du Brésil.

## Situation et accès
Cette artère, orienté nord-sud est courbé en arc de cercle s'incurvant vers l'ouest, et croise perpendiculairement, l'autre grand axe routier rectiligne, l'Eixo monumental à la rodoviária, donnant ainsi la forme de base du Plan pilote de la capitale. 
Alors que l'Eixo monumental est rectiligne et bordé de bâtiments gouvernementaux et culturels, l'eixo rodoviário est bordé d'îlots résidentiels. 

## Historique
Cet axe routier est créé en même temps que la proposition urbaine de Lúcio Costa pour le plan pilote de Brasilia, présentée à la  commission du concours pour la création de la nouvelle capitale du Brésil (pt) en 1957.